# Juncus diffusissimus
Juncus diffusissimus är en tågväxtart som beskrevs av Samuel Botsford Buckley. Juncus diffusissimus ingår i släktet tåg, och familjen tågväxter. Inga underarter finns listade i Catalogue of Life.